# Dymitr (Bekiaris)
Dymitr, imię świeckie Dimitrios Bekiaris-Mawrogonatos (ur. 1948 w Lutraki) – grecki duchowny prawosławny, od 1991 metropolita Gumenissy, Aksiupolis i Polikastronu.

## Życiorys
Święcenia prezbiteratu przyjął w 1976 r. W 1989 r. otrzymał chirotonię biskupią.